# Henry Picard

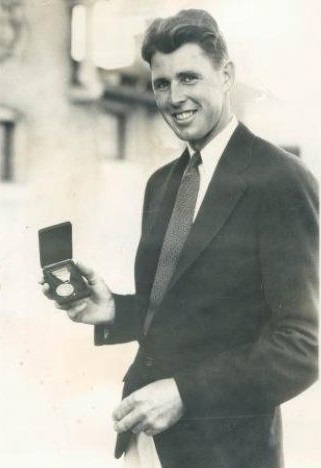
Henry Picard (1934)

Henry Picard (1907-1997) var en amerikansk professionell golfspelare.
Picard segrade i The Masters Tournament 1938 och PGA Championship 1939 där han vann med ett slag före Byron Nelson. Utöver dessa majorsegrar vann han 26 tävlingar på den amerikanska PGA-touren.
Han arbetade som klubbprofessional på Canterbury Golf Club i Cleveland där han bland annat tränade ungdomar med funktionsnedsättning.
| Majorsegrare genom tiderna                                                                                     |               |              |               |                  |
| 200 olika spelare har vunnit i herrarnas majortävlingar. Henry Picard var den 68:e spelaren som vann en major. |               |              |               |                  |
| 1:a | 67:e          | 68:e         | 69:e          | 200:e            |
| Willie Park Sr                                                                                                 | Ralph Guldahl | Henry Picard | Reg Whitcombe | Louis Oosthuizen |
| Lista över golfens majorsegrare                                                                                |               |              |               |                  |